# 4614-es mellékút (Magyarország)
A 4614-es számú mellékút egy bő 37 kilométer hosszú, négy számjegyű mellékút Pest és Bács-Kiskun vármegyék határvidékén; a Nagykőröst kapcsolja össze Kiskunfélegyházával és a 44-es főúttal, a két város között nagyrészt külterületi részeken húzódva. Felépítményének változó állapota miatt közúti közlekedésben a szerepe csekély, ellenben nagy kiterjedésű, mezőgazdasági hasznosítású külterületek üzemi forgalmát bonyolítja.

## Nyomvonala
A 441-es főútból ágazik ki, annak 17+200-as kilométerszelvényénél, Nagykőrös központjának déli részén, kelet-délkeleti irányban, Ady Endre utca néven. 600 méter után délebbi irányt vesz és az Alpári út nevet veszi fel. Első kilométere táján elhalad a városi kórház mellett, majd nem sokkal azután ki is lép a belterületről; utolsó szakasza a Csongrádi út nevet viseli; Nagykőröst azonban még sokáig nem hagyja el. 7,7 kilométer után éri el a Nagykőrös, Csongrádi úti iskola nevű autóbuszmegállót és az ottani buszfordulót: idáig közlekedik rajta az 548-as busz, és nem sokkal ezután eltűnik felszínéről a szilárd burkolat is. Jó 2,5 kilométeren keresztül még ezután is nagykőrösi területen húzódik: már 10,2 kilométer megtételén jár túl, amikor átlép Bács-Kiskun vármegye területére, és egy hármas határponthoz ér – ott találkoznak Nagykőrös, Kecskemét és Szentkirály közigazgatási területei.
A folytatásban a két utóbbi település határvonalát kíséri, nagyjából dél-délkeleti irányban húzódva, majd a 13+250-es kilométerszelvénye közelében keresztezi a 4622-es utat – utóbbi Kecskemétről vezet Szentkirály érintésével Lakitelekre, és itt 4,1 kilométer megtételén van túl. Még ezután is csaknem 2,5 kilométeren át kíséri a kecskeméti városhatárt, mígnem 15,8 kilométer után, egy újabb hármashatár mellett elhaladva át nem lép Nyárlőrinc területére.
17,4 kilométer után egy 90 fokos iránytöréshez ér, ott nyugat-délnyugati irányba fordul, de nem sokkal azután ismét délebbi irányt vesz, majd a 18+350-es kilométerszelvényénél találkozik a 44-es főúttal. Itt azzal egyező nyomvonalra fordul, közös útpályán haladnak közel másfél kilométeren át, délkeleti irányban, majd különválik a főúttól, délnyugatnak elágazva.
Kevéssel a huszadik kilométerének elérése előtt délnek fordul, ugyanott kiágazik belőle nyugat-északnyugat felé a 45 301-es út a Kecskemét–Szolnok-vasútvonal Nyárlőrinc megállóhelyére, majd néhány méter után keresztezi az említett vasútvonalat. Nyárlőrinc lakott területeit ennél jobban nem is nagyon érinti: innen kicsit nyugatabbi irányt vesz és így halad tovább. 24,5 kilométer után eléri a település délnyugati határszélét, ott délkeleti irányt vesz és Nyárlőrinc, illetve Kiskunfélegyháza határvonalát kísérve.
Bő két kilométer után újra délnek fordul, ettől kezdve kiskunfélegyházi területen húzódik. 36,4 kilométer teljesítése után éri el a Kiskunfélegyháza–Kunszentmárton-vasútvonalat, keresztezi azt, majd egy körülbelül fél kilométernyi szakaszon azt kíséri dél felől, illetve Bankfalu városrész északnyugati szélén húzódik. 36,9 kilométer után azonban, még mielőtt elérhetné Petőfiváros megállóhely térségét, délkeletnek fordul és a Tanyasori út nevet veszi fel. Utolsó szakaszán Bankfalu lakott területének délnyugati szélén húzódik, amíg véget nem ér, beletorkollva a 4625-ös útba, annak 67+350-es kilométerszelvényénél.
Teljes hossza, az országos közutak térképes nyilvántartását szolgáló kira.gov.hu adatbázisa szerint 37,839 kilométer.

## Települések az út mentén
- Nagykőrös
- (Kecskemét)
- (Szentkirály)
- Nyárlőrinc
- Kiskunfélegyháza

## Története
Korábbi jelentősége még tisztázást kíván, de jelenkori szerepe az általa érintett térség közlekedésében csekély. A végpontjainál fekvő két, Duna-Tisza-közi vonatkozásban legalábbis közepes, de inkább nagynak mondható várost ugyan közel egyenes vonalvezetésű útként köti össze, lakott területeket azonban régóta alig érint, a végponti városok pedig időközben jóval kényelmesebb, csekély mértékben (vagy nem is) hosszabb közúti összeköttetéseket kaptak. Más szempontok mellett az említett tényezők vezethettek el oda, hogy ma már az útnak hosszú szakaszai burkolatlanok vagy legfeljebb gyenge minőségű burkolattal rendelkeznek, sőt jellemzően még a kereszteződéseinél sem jelzik táblák, hogy melyik iránya merre vezet. Jelentősége ezáltal leginkább abban merül ki, hogy megközelítési lehetőséget nyújt nagy kiterjedésű, a kiépítettebb közutaktól és a lakott területektől nagy távolságokra eső mezőgazdasági területek megbízható eléréséhez.
A Cartographia 1989-es kiadású, Magyarország autóatlasza című autóstérképe a fentebbi leírás szerinti teljes hosszában feltünteti ugyan az útvonalat, de összességében több mint 10 kilométernyi szakaszán "fontosabb földút", a többi szakaszon pedig szinte végig "egyéb portalanított út" grafikai jelöléssel szerepelteti.